# (11108) Hachimantai
(11108) Hachimantai (1995 UJ6) – planetoida z pasa głównego asteroid okrążająca Słońce w ciągu 5,25 lat w średniej odległości 3,02 j.a. Odkryta 27 października 1995 roku.